# Parc Hosingen
Parc-Hosingen (Luxemburgs: Parc Housen) is een gemeente in het Luxemburgse kanton Clervaux. De gemeente heeft een totale oppervlakte van 70,64 km² en telde 3305 inwoners op 1 januari 2007. De gemeente ontstond op 1 januari 2012 door de fusie van de gemeenten Consthum, Hosingen en Hoscheid.

## Plaatsen in de gemeente
- Bockholtz
- Consthum
- Dorscheid
- Holzthum
- Hoscheid
- Hosingen
- Neidhausen
- Rodershausen
- Untereisenbach
- Wahlhausen

Bockholtz · Consthum · Dorscheid · Holzthum · Hoscheid · Hosingen · Neidhausen · Rodershausen · Untereisenbach · Wahlhausen

Luxemburgse gemeenten · Kanton Clervaux · Luxemburg
Clervaux ·  Parc Hosingen · Troisvierges · Weiswampach · Wincrange